# Фугаку
Фугаку (яп. 富岳 Фугаку, книжн. «гора Фудзи»; букв. «пик Фудзи») — японский суперкомпьютер, названный в честь альтернативного книжного названия горы Фудзи, установлен в Центре вычислительных наук Института физико-химических исследований (RIKEN) в Кобе, Япония. В июне 2020 года стал самым быстрым суперкомпьютером в мире в рейтинге Top500. Впервые в истории занял первое место во всех основных суперкомпьютерных рейтингах — Top500, LINPACK, HPCG, HPL-AI и Graph500. Начал разрабатываться в 2014 году как продолжатель K computer. Официально введён в эксплуатацию 9 марта 2021 года, хотя отдельные компоненты компьютера начали работу в июне 2020 года. Это первый суперкомпьютер на базе ARM, который занял первое место в Top500.

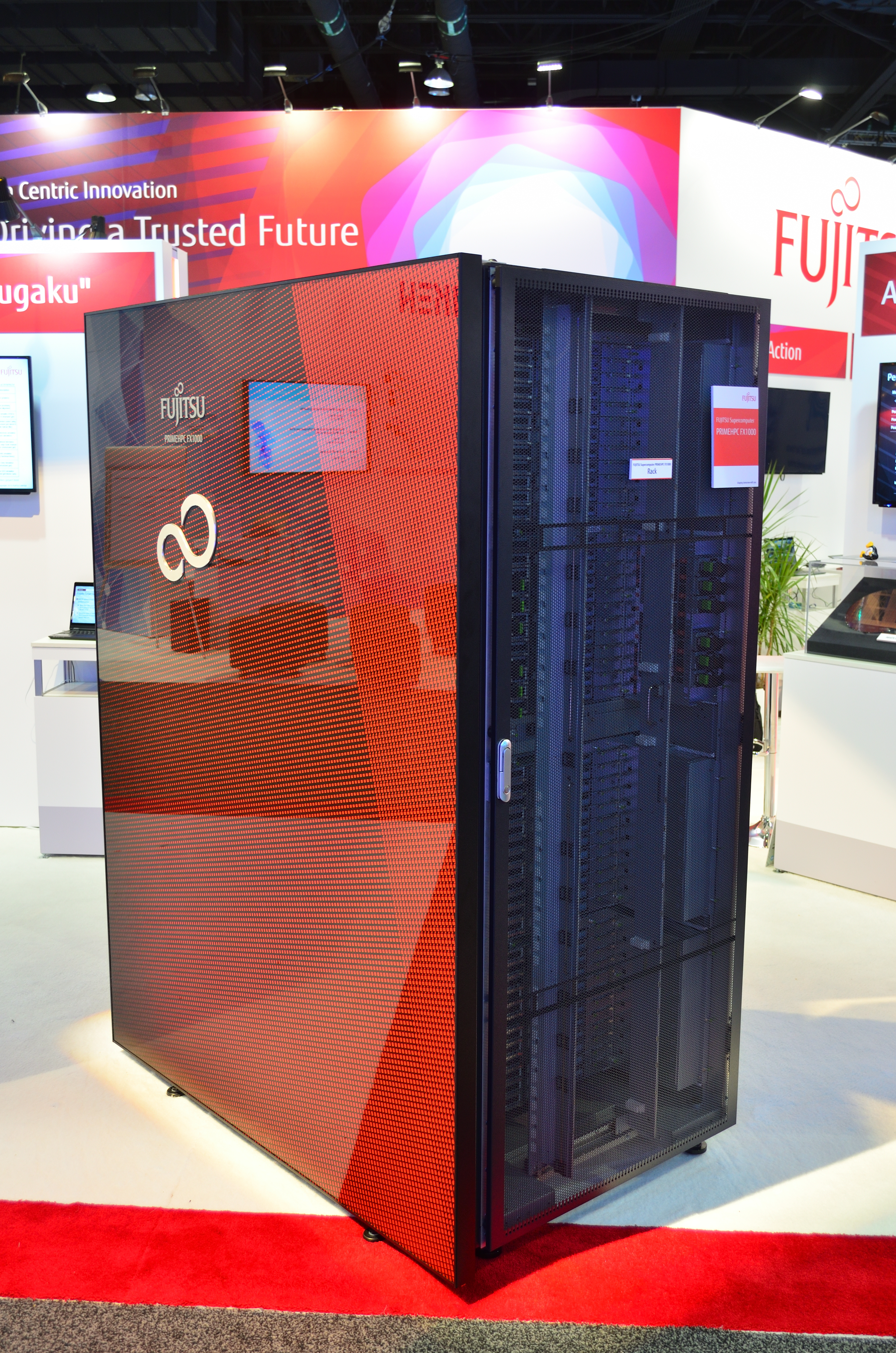
PRIMEHPC FX1000 (HPC-стойка аналогичная узлу Фугаку) на Supercomputing Conference 2019

После небольшой модернизации, по состоянию на ноябрь 2020 года, Фугаку увеличил свою производительность в суперкомпьютерных рейтингах HPC-AI и HPL-AI со смешанной точностью до 2,0 эксафлопс. Фугаку достиг первого места в рейтингах, включая LINPACK, Graph500, HPL-AI и HPCG. Ни один из предыдущих суперкомпьютеров никогда не возглавлял сразу все четыре рейтинга. Фугаку — первый суперкомпьютер, достигший производительности выше одного эксафлопса любой точности на любом типе оборудования, продемонстрировав рост производительности на 42 %. Интересно, что количество ядер Arm A64FX было увеличено только на 4,5 %, до 7 630 848, но измеренная производительность выросла намного больше в этом рейтинге и немного больше в Top500, или на 6,4 %, до 442,010 петафлопс, что является новым мировым рекордом. В рейтинге High-Performance Conjugate Gradient (HPCG) производительность выросла более чем в 5,4 раза.
Производительность Фугаку (442,01 петафлопс) превосходит совокупную производительность идущих за ним следом 4 суперкомпьютеров (399,7146 петафлопс) или почти 5 суперкомпьютеров (461,1591 петафлопс) из списка Top500 и на 45 % превосходит производительность всех остальных суперкомпьютеров из первой десятки списка в суперкомпьютерном рейтинге HPCG.

## Аппаратные средства
В суперкомпьютере используются микропроцессоры Fujitsu A64FX, основанные на архитектуре ARM версии 8.2A с использованием масштабируемых векторных расширений (Scalable Vector Extensions). Разработчики Фугаку намеревались построить компьютер в 100 раз более мощный, чем K computer (то есть с производительностью 1 эксафлопс) и с высоким уровнем практичности. Всего в Фугаку установлено 158 976 процессоров Fujitsu A64FX, соединённых с помощью проприетарного Tofu Interconnect от Fujitsu.
Заявленная производительность суперкомпьютера составляет 0,44 эксафлопс, а пиковая — 0,54 эксафлопс в FP64, используемом Top500.

## Программное обеспечение
Фугаку использует «легковесную многоядерную операционную систему» IHK/McKernel. Она включает одновременно работающие ядро Linux и облегчённое ядро операционной системы McKernel. Инфраструктура, на которой работают оба ядра, называется «интерфейс гетерогенных ядер» (Interface for Heterogeneous Kernels, IHK). Высокопроизводительные симуляции выполняются на McKernel, а Linux доступен для всех других POSIX-совместимых сервисов.

## История
23 мая 2019 года RIKEN объявил название суперкомпьютера — Фугаку. В августе 2019 года был представлен логотип компьютера, на котором изображена гора Фудзи — он символизирует «высокую производительность Фугаку» и «широкий круг его пользователей». В ноябре 2019 года прототип Фугаку занял первое место в рейтинге Green500. Отгрузка стоек с оборудованием в RIKEN началась 2 декабря 2019 года и была завершена 13 мая 2020 года. В июне 2020 года Фугаку стал самым быстрым суперкомпьютером в мире в рейтинге TOP500, сместив на второе место предыдущего лидера IBM Summit.
В 2021 году Фугаку смог точно смоделировать тепловую конвекцию и магнитное поле в недрах Солнца, которые в результате воспроизвели его дифференциальное вращение. Было достигнуто моделирование с беспрецедентно высоким разрешением. В симуляции использовались 5,4 миллиарда точек, и удалось воспроизвести дифференциальное вращение Солнца с быстрым экватором и медленными полюсами. На основе предыдущих расчетов предполагалось, что в зоне конвекции магнитная энергия меньше турбулентной и играет второстепенную роль. Однако теперь взгляд на недра Солнца изменился – модель показала сильные магнитные поля, энергия которых более чем в два раза превышает энергию турбулентности. Кроме этого, ученые выяснили, что магнитное поле играет важную роль в создании и поддержании дифференциального вращения Солнца.
Фугаку используется для исследований связанных с пандемией COVID-19, для прогнозирования и моделирования цунами и их последствий, а также для прогнозирования погоды в Большом Токио.
В 2023 году Фугаку использовался Токийским технологическим институтом, институтом физико-химических исследований RIKEN, компанией Fujitsu и университетом Тохоку для разработки генеративных моделей искусственного интеллекта на японском языке.